# Couepia caryophylloides
Espèce
Classification APG III (2009)
Synonymes
- Caraipa angustifolia Aubl., 1775[2]

Couepia caryophylloides est une espèce de plantes à fleurs de la famille des Chrysobalanaceae. C'est un arbre sud-américain.
On le connaît en Guyane sous les noms (génériques) de Pérone, Gaulette, Gaulette noir, Gris-gris, Gris-gris-rouge , Bois-gaulette (Créole), Kouebi koko, Bolikin (Nenge tongo), Kwepi (Kali'na), Wɨla yɨsi (Wayãpi), et aussi Pajurà verdadeiro au Brésil, ou Egron-anaura, Hoogland Anaura au Suriname, mais aussi Anauraballi, Anaura, Hooglandanaura, Bruinbladige foengoe au Suriname ou Wãro uhi chez les Yanomami.

## Description
Couepia caryophylloides est un arbre atteignant jusqu'à 25 m de haut.
Les branches sont de couleur brun clair, glabres, avec de nombreuses lenticelles grisâtres. 
Les stipules sont caduques et longs d'environ 2 mm.
Les pétioles sont longs de 7 à 9 mm, canaliculés au-dessus, glabres ou peu pubescents.
Les limbes mesurent 10-21 x 4-7,5 cm (plus petits en Guyane), et sont finement coriaces, de forme oblongue-elliptique à oblongue-lancéolée ou ovale, acuminés à l'apex (acumen long de 4-10 mm), arrondis ou subaigus à la base, glabres au-dessus, avec une dense pubescence arachnoïde apprimée gris-brun en-dessous.
La nervure primaire est glabre dessus.
Les 17-25 paires de nervures secondaires sont proéminentes dessous.
Les nervures tertiaires sont réticulées.
Les inflorescences sont des panicules très ramifiés, terminaux ou axillaires, denses, longs de 4 à 6 cm.
Le rachis et les rameaux sont densément pubescents gris.
Les bractées et bractéoles sont de forme ovale, longues jusqu'à 8,0 mm
Les premiers pédicelles sont caduques longs de 1-3 mm.
La fleur est  densément pubescente, longue de 1-2 mm.
Le réceptacle est tubulaire, subcylindrique long de 5 à 7 mm, plus ou moins strié longitudinalement lorsqu'il est sec, avec une courte pubescence grise, rétrorse, raide, à l'intérieur.
L' extérieur est bordé de poils denses réfléchis à la base.
Les lobes du calice sont arrondis, de forme ovale longue de 3-4 mm, entièrement pubescents.
Les 5 pétales sont blancs, à marge ciliée.
On compte 22-35 étamines insérées unilatéralement en demi-cercle, avec une crête dentée de staminodes en face d'elles.
L'ovaire est villeux tomenteux, avec le style pubescent presque jusqu'à l'apex.
Le fruit est de forme globuleuse à ovale.
L'épicarpe (ou exocarpe) est lisse, glabre.
Le mésocarpe est fin, charnu.
L'endocarpe est granuleux, fragile, glabre à l'intérieur,.

NB : Couepia caryophylloides ressemble à l'espèce proche C. excelsa (normalement absent des Guyanes) mais en diffère par ses pétioles canaliculés, pubescents (au lieu de cylindriques, généralement glabres), ses nervure primaire glabres (et non peu pubescente sur la face supérieure des feuilles), sa pubescence gris argenté (et non brune) dans l'inflorescence et les fleurs et ses 20-35 étamines (au lieu d'environ 40)

## Répartition
Couepia caryophylloides est présent en Guyane, au Suriname, et dans l'Amapá (Brésil).

## Écologie
Couepia caryophylloides est un arbre rare, présent dans les forêts terre ferme (non inondables), tolérant à l'ombre (sciaphile).
Son modèle de régénération a été étudié, ainsi que la densité de ses individus en forêt guyanaise.
Le bois de Couepia caryophylloides est lourd (densité : 1,02) et présente un pouvoir calorifique de 4,830 cal.g-1 ou 4,925 cal.cm-3.

## Utilisation
Les cendres de Couepia caryophylloides (ainsi que d'autres Couepia) sont utilisées par des amérindiens en Guyane, pour dégraisser l'argile de poterie.
Couepia caryophylloides fait partie des matériaux utilisés dans la fabrication d'une maison traditionnelle Yanomami (shabono (en)) dans le nord de l'Amazonie brésilienne.

## Protologue
En 1922, Raymond Benoist a décrit Couepia caryophylloides  :

« Couepia caryophylloidea R. Ben. nov. sp.
Arbor ramis pallide brunneis, lenticellis griseis notatis. Folia petiolata, elliplico-oblonga , ad basim rolundata, ad apicem breviter acuminata, margine integro, subtus parum recurvato, pagina superiore glabra , inferiore discolore, griseo-albicante , sub lente minutissime puberula, costa nervos secundarios 15— 22 utrinque gerente. Inflorescentiæ axillares et terminales, paniculatæ. Flores pedicellati; calycis extus incano-puberuli tubus subcylindricus , obscure trigonus, longiludinaliler 6—striatus, intus dense pilis reflexis vestitus ; lobi ovati, concavi. Petala 5 ovata, concava, margine ciliato. Stamina circiter 40 unilateraliter ad apicem tubi calycini inserta. Ovarium villosum summo fauci insertum ; stylus villosus, apice interdum subglabro.
Dimensions : Pétiole long de 6–10 millimètres ; limbe de la feuille long de 14-30 centimètres, large de 6-10 centimètres ; tube du calice long de 9 millimètres; sépales longs de 2,5 millimètres ; pétales longs de 3 millimètres ; étamines longues de 11 millimètres.
Guyane française : environs du camp de Godebert [Wacbenheira, 2° série, n° 274, et 3° série, n° 11], nom vernaculaire : "Coumaté pérone".
Cette plante est voisine du C. paraensis Benth. dont elle se rapproche par le tube du calice velu en dedans ; mais elle en diffère par ses feuilles plus grandes, le calice à tube subcylindrique et à lobes bien plus petits. »

— Benoist, 1922.
En 1775, le botaniste Aublet propose le protologue suivant pour le synonyme Caraipa angustifolia : 

« CARAIPA (anguſtifolia) foliis longis, ovatis, acuminatis, ſubtus candicantibus. (Tabula 224. Fig. 4.)
LE CARAIPÉ à feuille étroite. (Planches 224. fig.4)
Cette quatrième eſpèce diffère de toutes les précédentes [Caraipa parvifolia, Licania alba et Licania membranacea] par ſes feuilles plus allongées, & garnies de nervures latérales beaucoup plus nombreuſes. Ces feuilles ont dix pouces de longueur, ſur deux & demi de largeur. 
Les deux dernières eſpèces de Caraipe croiſſent dans les forêts qui traverſent la crique des Galibis, ſur-tout près de l'endroit ou cette crique commence a devenir navigable. »

— Fusée-Aublet, 1775.